# Mertzwiller
Mertzwiller  est une commune française située dans la circonscription administrative du Bas-Rhin et, depuis le 1er janvier 2021, dans le territoire de la Collectivité européenne d'Alsace, en région Grand Est.
Cette commune se trouve dans la région historique et culturelle d'Alsace.

## Géographie

### Localisation
Commune située à 12,8 km de Niederbronn-les-Bains, une dizaine de kilomètres à l'ouest de Haguenau et à une quarantaine de kilomètres environ au nord de Strasbourg.
Le territoire de la commune est limitrophe de ceux de quatre communes :
| Gundershoffen | Forstheim   |          |
| Mietesheim    | Mertzwiller | Haguenau |
|               |             |          |

### Géologie et relief
La commune se compose de 180,37 hectares de territoires artificialisés (26,07 %), 427,03 hectares de territoires agricoles (61,71 %) et 84,25 hectares de forêts et milieux semi-naturels (12,17 %).
Espaces naturels :
- Un espace protégé Natura 2000 :

Massif forestier de Haguenau.
- Quatre zones naturelles d'intérêt écologique, faunistique et floristique (Znieff) :

Paysage de collines avec vergers du Pays de Hanau,
Massif forestier de Haguenau et ensembles de landes et prairies en lisière,
Zones humides de la Zinsel du Nord, Riedelsmatt, à Mertzwiller,
Prés-vergers à Mertzwiller.
La commune s’étend sur environ 2,3 km selon un axe nord-ouest sud-est.
La forêt de Haguenau encercle littéralement la commune, elle est cependant nettement moins dense à la sortie du village vers Niederbronn-les-Bains.

#### Sismicité
Commune située dans une zone 3 de sismicité modérée.

### Hydrographie et les eaux souterraines
La commune est dans le bassin versant du Rhin au sein du bassin Rhin-Meuse. Elle est drainée par la Zinsel du Nord et le ruisseau le Schliederbach,.

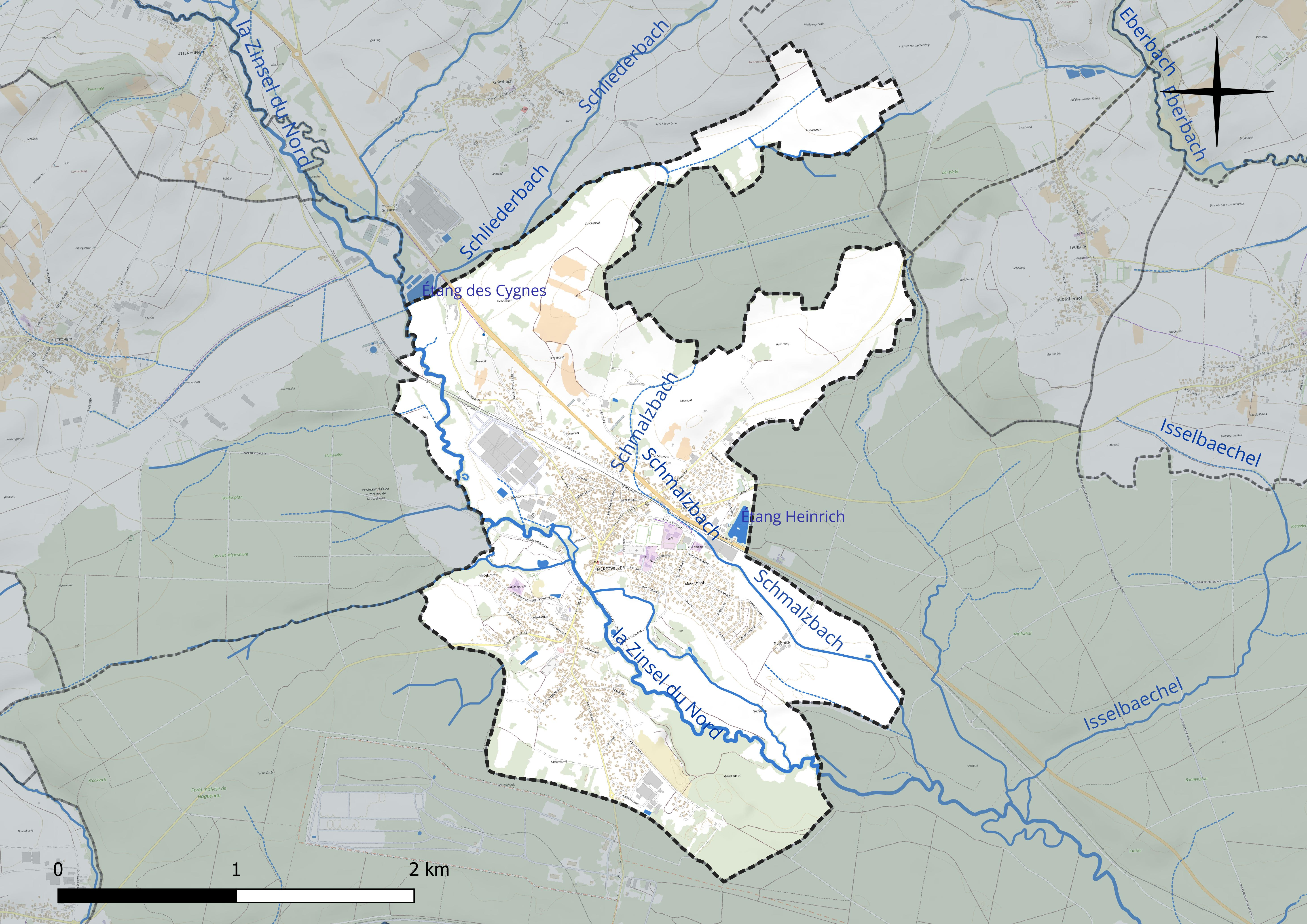
Réseau hydrographique de Mertzwiller.

La Zinsel du Nord, d'une longueur totale de 43,2 km, prend sa source dans la commune de Mouterhouse et se jette  dans la Moder à Schweighouse-sur-Moder, après avoir traversé douze communes. 

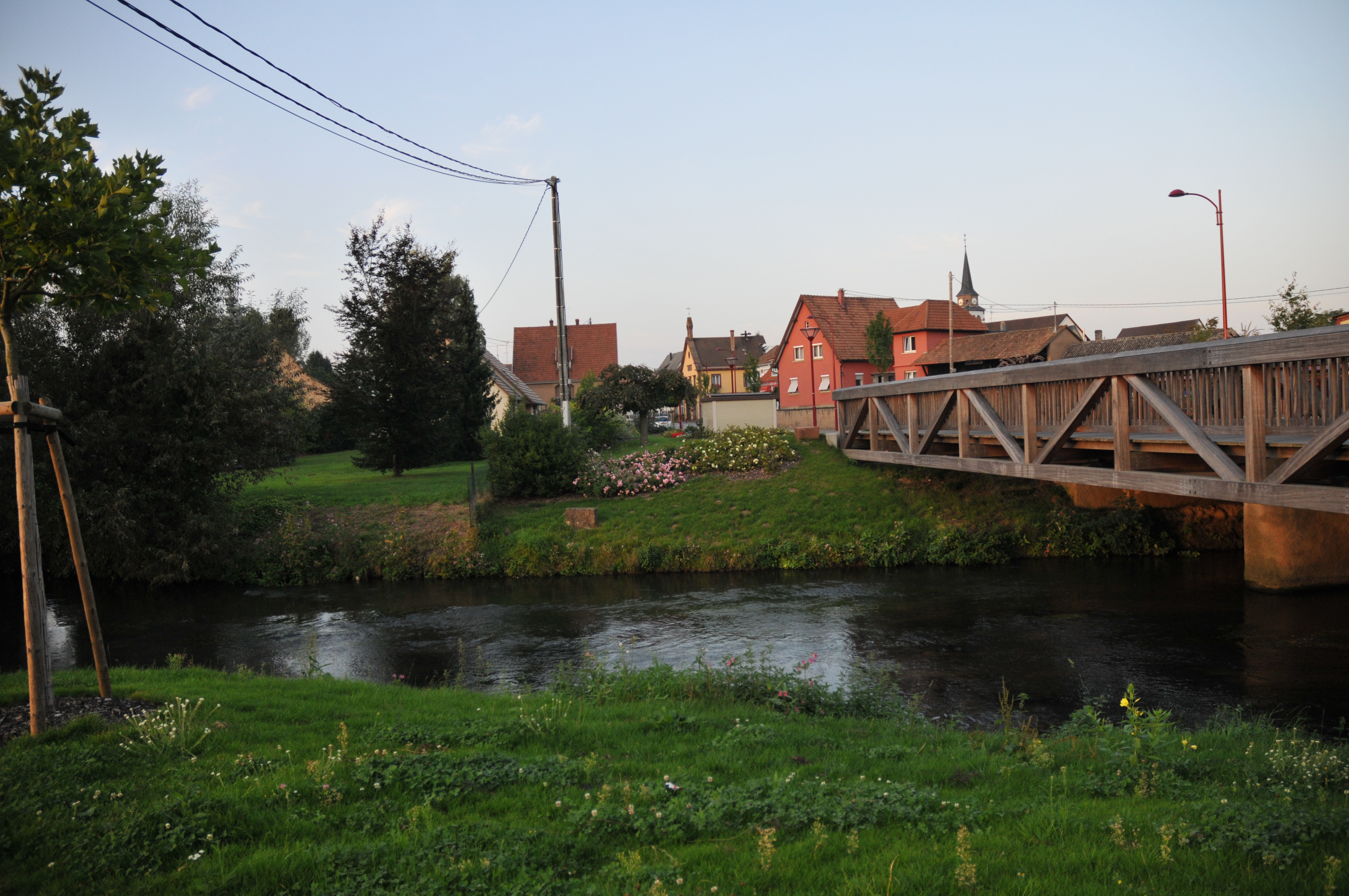
La Zinsel du Nord.
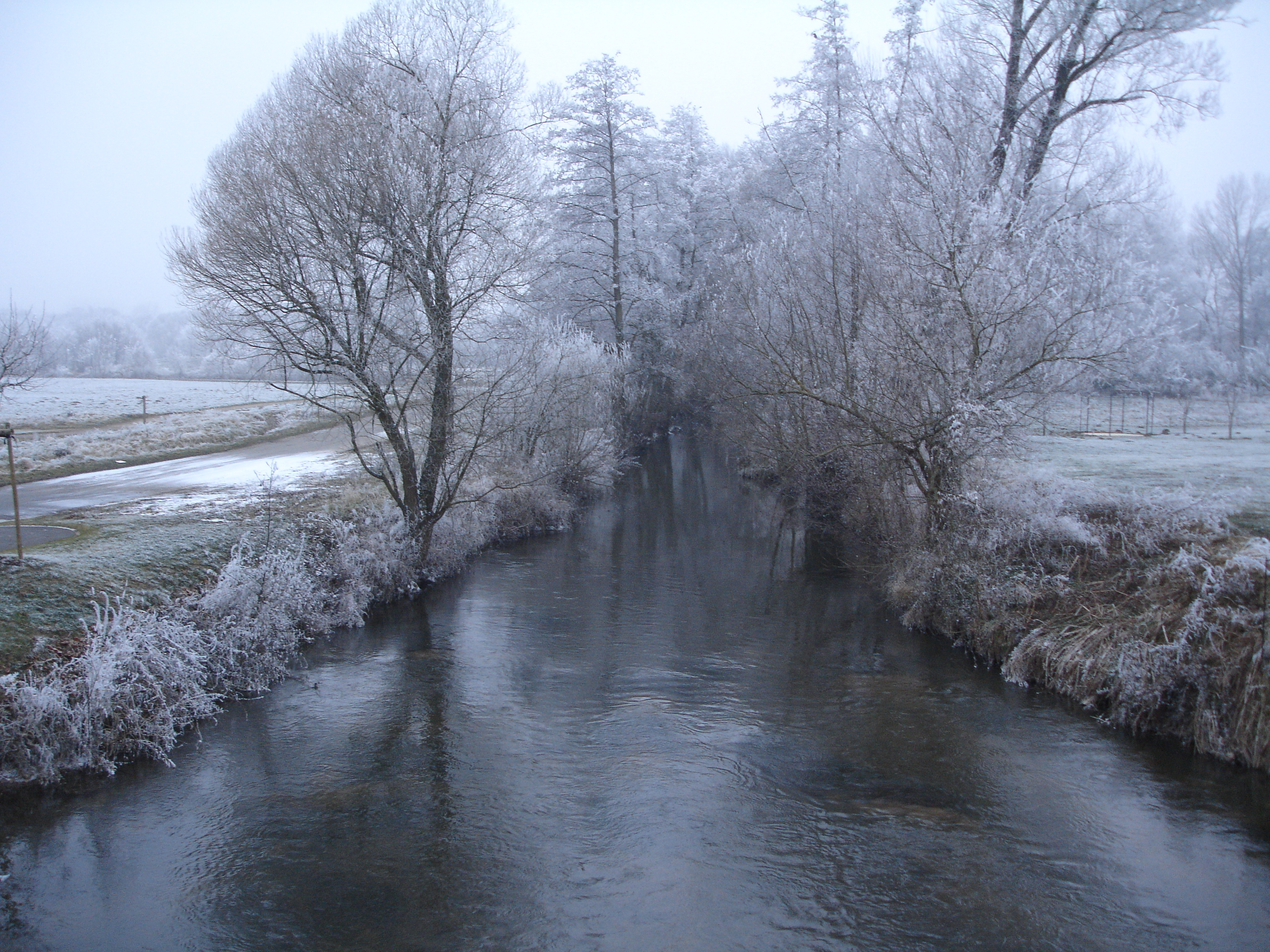
Sous la neige et le givre.
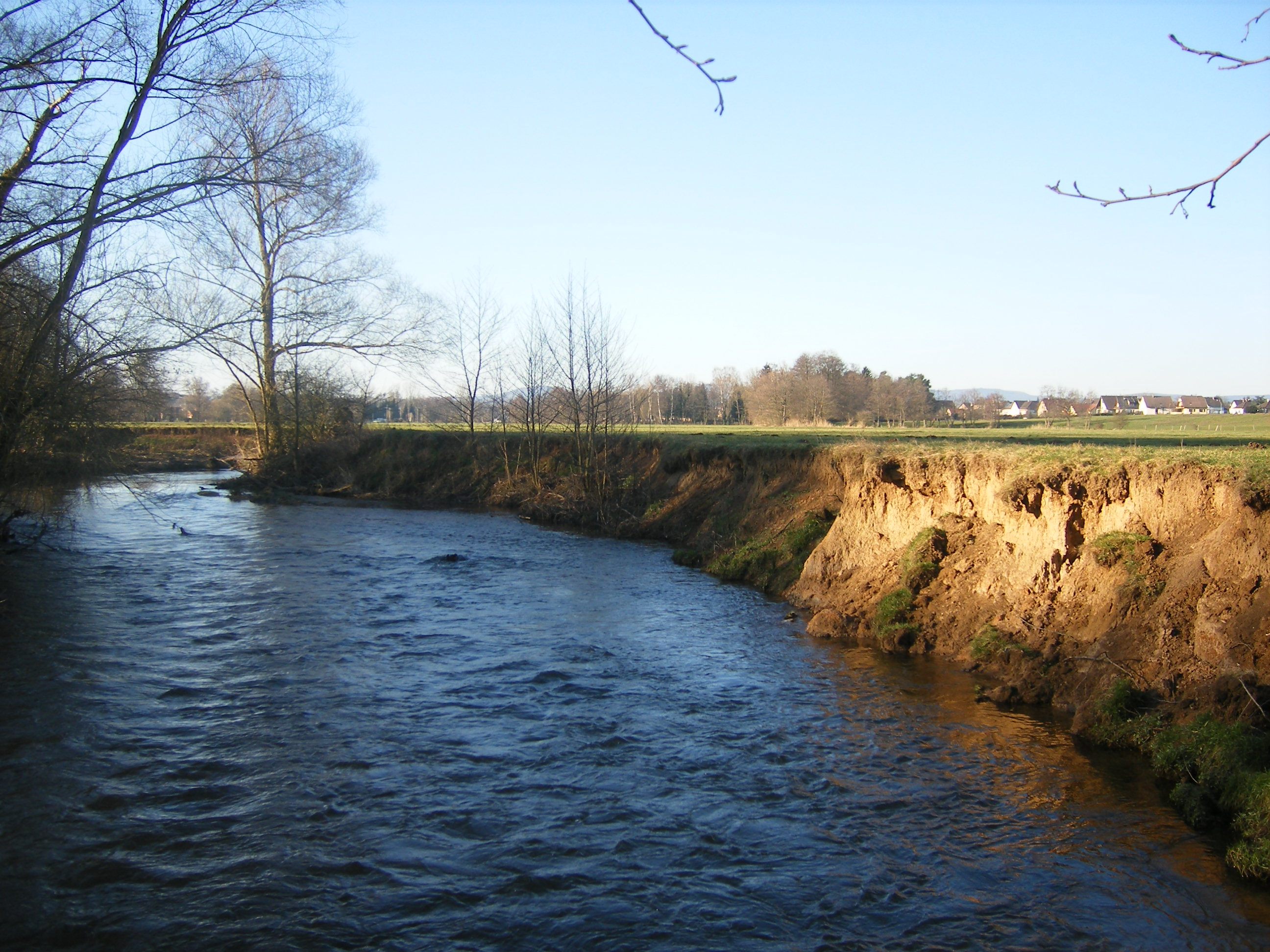
Sous le soleil.

Un plan d'eau complète le réseau hydrographique : l'étang Heinrich (1,4 ha),.

#### Gestion et qualité des eaux
Le territoire communal est couvert par le schéma d'aménagement et de gestion des eaux (SAGE) « Moder ». Ce document de planification concerne le bassin versant de la Moder dont le territoire s'étend sur 1 720 km2. Le périmètre a été arrêté le 25 janvier 2006. La commission locale de l'eau a été créée le 12 juillet 2007, puis modifiée le 14 décembre 2021. La structure porteuse de l'élaboration et de la mise en œuvre est le Syndicat des eaux et de l’assainissement Alsace-Moselle (SDEA). 
La qualité des cours d’eau peut être consultée sur un site dédié géré par les agences de l’eau et l’Agence française pour la biodiversité. 

### Climat
Pour des articles plus généraux, voir Climat du Grand Est et Climat du Bas-Rhin.
En 2010, le climat de la commune est de type climat des marges montargnardes, selon une étude du Centre national de la recherche scientifique s'appuyant sur une série de données couvrant la période 1971-2000. En 2020, Météo-France publie une typologie des climats de la France métropolitaine dans laquelle la commune est exposée à un climat semi-continental et est dans la région climatique  Vosges, caractérisée par une pluviométrie très élevée (1 500 à 2 000 mm/an) en toutes saisons et un hiver rude (moins de 1 °C). 
Pour la période 1971-2000, la température annuelle moyenne est de 10,5 °C, avec une amplitude thermique annuelle de 17,8 °C. Le cumul annuel moyen de précipitations est de 775 mm, avec 10,5 jours de précipitations en janvier et 10,4 jours en juillet. Pour la période 1991-2020, la température moyenne annuelle observée sur la station météorologique de Météo-France la plus proche, « Uhrwiller_sapc », sur la commune de Uhrwiller à 8 km à vol d'oiseau, est de 10,9 °C et le cumul annuel moyen de précipitations est de 740,0 mm. 
La température maximale relevée sur cette station est de 38,7 °C, atteinte le 7 août 2015 ; la température minimale est de −18 °C, atteinte le 20 décembre 2009,,. 
Les paramètres climatiques de la commune ont été estimés pour le milieu du siècle (2041-2070) selon différents scénarios d'émission de gaz à effet de serre à partir des nouvelles projections climatiques de référence DRIAS-2020. Ils sont consultables sur un site dédié publié par Météo-France en novembre 2022.

## Urbanisme

### Typologie
Au 1er janvier 2024, Mertzwiller est catégorisée bourg rural, selon la nouvelle grille communale de densité à sept niveaux définie par l'Insee en 2022.
Elle appartient à l'unité urbaine de Mertzwiller, une unité urbaine monocommunale constituant une ville isolée,. Par ailleurs la commune fait partie de l'aire d'attraction de Haguenau, dont elle est une commune de la couronne,. Cette aire, qui regroupe 34 communes, est catégorisée dans les aires de 50 000 à moins de 200 000 habitants,.

### Occupation des sols
Le camp militaire de Neubourg, construit dans les années 1930, est situé à 430 mètres de la commune en direction de Neubourg.
L'occupation des sols de la commune, telle qu'elle ressort de la base de données européenne d’occupation biophysique des sols Corine Land Cover (CLC), est marquée par l'importance des territoires agricoles (62,1 % en 2018), en diminution par rapport à 1990 (64,7 %). La répartition détaillée en 2018 est la suivante :  prairies (38,1 %), zones urbanisées (21,7 %), terres arables (17 %), forêts (11,6 %), zones agricoles hétérogènes (7 %), zones industrielles ou commerciales et réseaux de communication (4,7 %). L'évolution de l’occupation des sols de la commune et de ses infrastructures peut être observée sur les différentes représentations cartographiques du territoire : la carte de Cassini (XVIIIe siècle), la carte d'état-major (1820-1866) et les cartes ou photos aériennes de l'IGN pour la période actuelle (1950 à aujourd'hui).

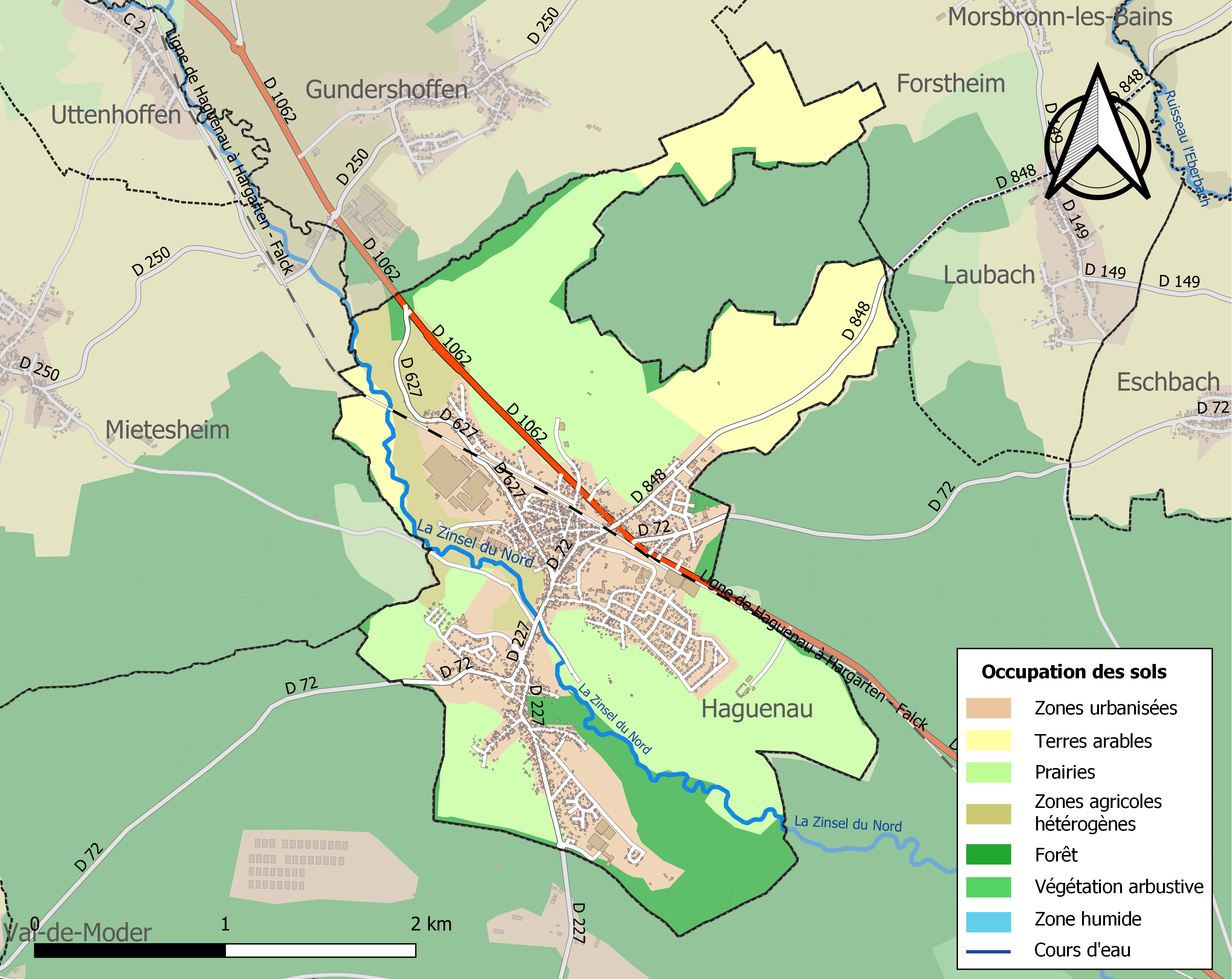
Carte des infrastructures et de l'occupation des sols de la commune en 2018 (CLC).

La commune bénéficie du plan local d'urbanisme intercommunal du Pays de Niederbronn-les-Bains.

### Voies de communications et transports

#### Voies routières
- D1062 vers Gundershoffen, Nierderbronn-les-Bains et Haguenau.
- D627 qui rejoint la D1062 vers Gundershoffen, Griesbach
- D72 vers Eschbach et Uberach
- D227 vers Neubourg
- D148 vers Laubach

#### Transports en commun

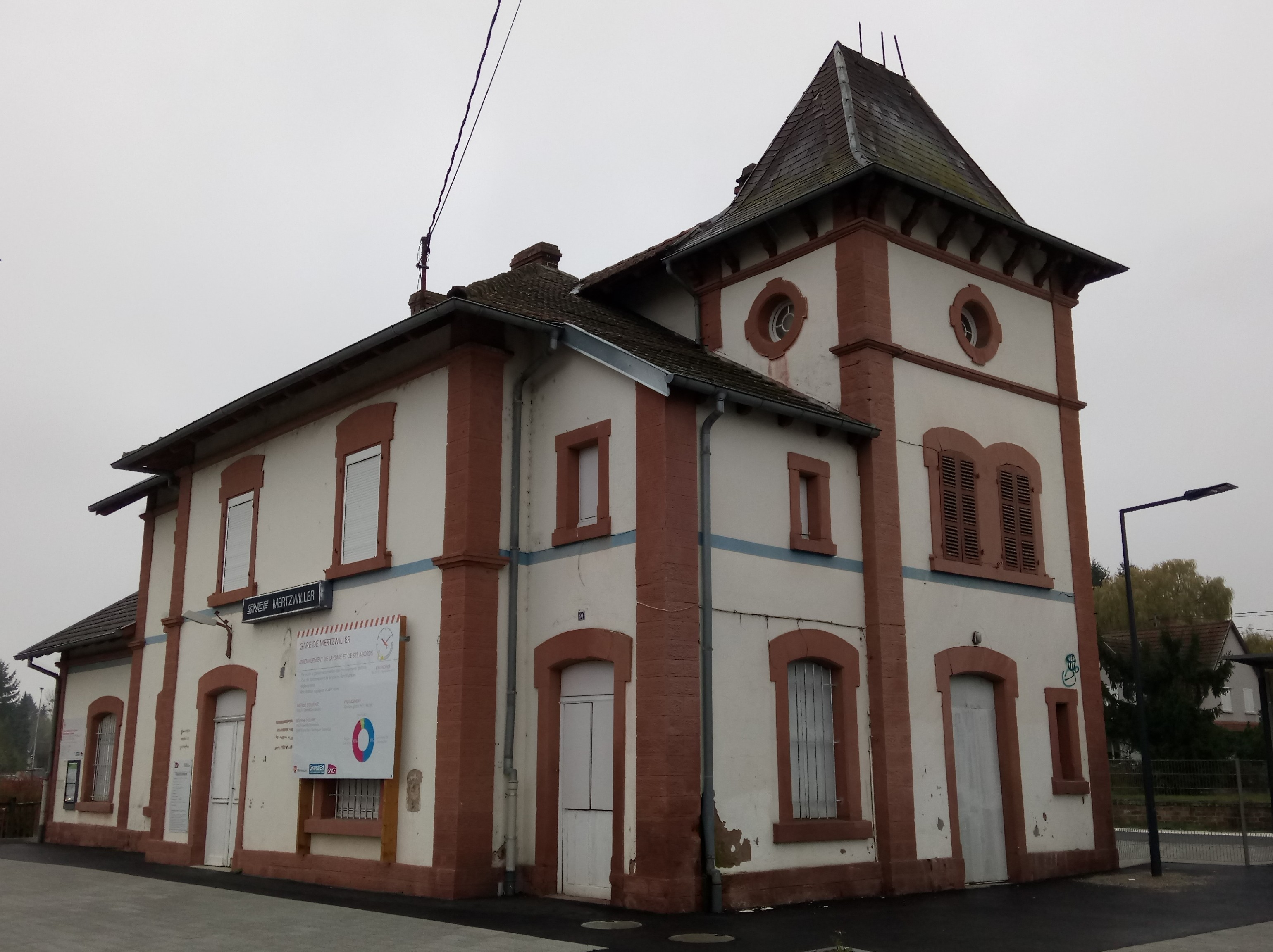
Bâtiment voyageurs de la Gare de Mertzwiller.

- Fluo Grand Est.

#### Lignes SNCF
- Gare de Mertzwiller[29]
- Ancienne gare de Mietesheim

### Risques naturels et technologiques
Commune située dans une zone de sismicité 3 modérée.

## Toponymie
Mertzweiller (1793), Mertzwiller (1801).

## Histoire
- Si vous ne connaissez pas le sujet, laissez ce bandeau (vous pouvez alors contacter les auteurs).
- Si vous supprimez le contenu mis en cause (vous pouvez préalablement contacter les auteurs),

argumentez précisément cette suppression dans la page de discussion
(un manque de référence n'est pas un argument ; une recherche réelle de référence doit avoir été effectuée, être formellement documentée).
L’existence de Mertzwiller est attestée depuis l'époque celtique. Des fouilles révèlent qu’à l’époque romaine, le village est situé sur une voie de communication reliant Mittelhausen à Gundershoffen. Les premières traces du village datent de l'époque romaine, comme l'attestent les reliefs de Mercure et Diane présents dans le mur de l'église catholique.
Ancien village impérial. Village de défrichement fondé par les moines de Neubourg.
Au Moyen Age, en 968, l’empereur Otton Ier fait don du village à sa femme Adélaïde. A la mort de cette dernière, la localité redevient possession impériale. Ensuite, la commune fait l’objet de donations et d'échanges entre princes, barons et comtes. Elle appartient ainsi à Eberhard Sponheim, puis à Bogener de Haguenau, dont les fils la céderont à la Famille de Lichtenberg. A cette époque, Mertzwiller est rattachée à la seigneurie d’Oberbronn.
En 1480, la seigneurie tout entière est remise à la famille des Bitche-Deux Ponts, avant d’appartenir aux Linange-Westerbourg jusqu’à la Révolution.
Vers 1564 le village passe au protestantisme, Mertzwiller sera ensuite ravagée par la Guerre de Trente Ans et les habitants chercheront refuge dans la forêt. En 1645, le village est encore désert, les terres restent en friches et beaucoup de lots sont caducs. Le repeuplement se fait doucement et doit beaucoup à l’immigration.
En 1684, le village devient une cure royale, les deux tiers de la population sont alors catholiques. A la fin du XVIIe siècle le catholicisme et le protestantisme sont tolérés par l’instauration du simultaneum par Louis XIV.
A l’époque le village ne pouvait se développer de façon considérable car le sol sablonneux ne se prêtait guère à l’agriculture. En 1784, Mertzwiller compte encore moins de 1 000 habitants.
Au XIXe siècle, la commune, alors typiquement agricole et forestière, devient un bourg industriel avec la création des manufactures textiles en 1837 et l’installation des forges de Mutterhausen rachetées ensuite par les De Dietrich en 1844. La région de Niederbronn-Mertzwiller fut, entre 1750 et 1850, celle où la pression démographique était la plus forte. Cette transformation s’accompagne par une mutation sociale et l'on voit apparaître des ouvriers-paysans cultivant la terre et travaillant à l’usine. En 1840, on recense plus de 2 000 habitants, et les usines De Dietrich sont désormais le principal employeur.
Les conflits franco-allemands de 1870 et 1914-18 épargnent relativement le village. En revanche, celui-ci est détruit en grande partie lors de la Seconde Guerre mondiale. Durant les conflits, Mertzwiller, avec sa position stratégique sur la Zinsel, devient un enjeu majeur et un point de passage obligé. Cela entraîne de durs combats qui en font la commune la plus touchée du canton de Niederbronn. En mars-avril 1945, la population évacuée revient dans une commune dévastée.  
Les communes de Mietesheim, Bitschhoffen et Mertzwiller ont été libérées par le même bataillon américain de la 36e division d'infanterie, entre le 15 et le 16 mars.
En novembre 1945, le bourg est déclaré commune sinistrée, de nombreux bâtiments sont détruits partiellement ou en totalité.
Une citation comportant l’attribution le 11 novembre 1948 de la Croix de guerre 1939-1945 avec étoile d’argent, est remise à Mertzwiller.
En 10 ans, la reconstruction a donné un aspect nouveau à Mertzwiller, de grandes demeures remplacent les anciennes maisons à colombages d’avant guerre.
Son église catholique date des années 1781-1785 par Salins, dit de Montfort. Elle fut agrandie au début du XXe siècle, date à laquelle fut également construite l'église luthérienne.
Il existait également une ancienne synagogue dans l'actuelle rue du général de Gaulle. À l'emplacement de la première synagogue érigée en 1721, fut construite en 1822 une nouvelle synagogue, elle-même rebâtie en 1858, parce qu'elle menaçait ruine, puis restaurée en 1872 ; elle était semblable à celle de Reichshoffen sur le plan architectural. Endommagée  durant la Seconde Guerre mondiale, elle fut détruite après la Libération, et il ne subsiste aujourd'hui que le cimetière israélite au lieu-dit "Hartel", qui date du début des années 1800.

## Politique et administration

### Découpage territorial

#### Commune et intercommunalités
La commune est membre de la communauté de communes du Pays de Niederbronn-les-Bains.

### Budget et fiscalité 2023

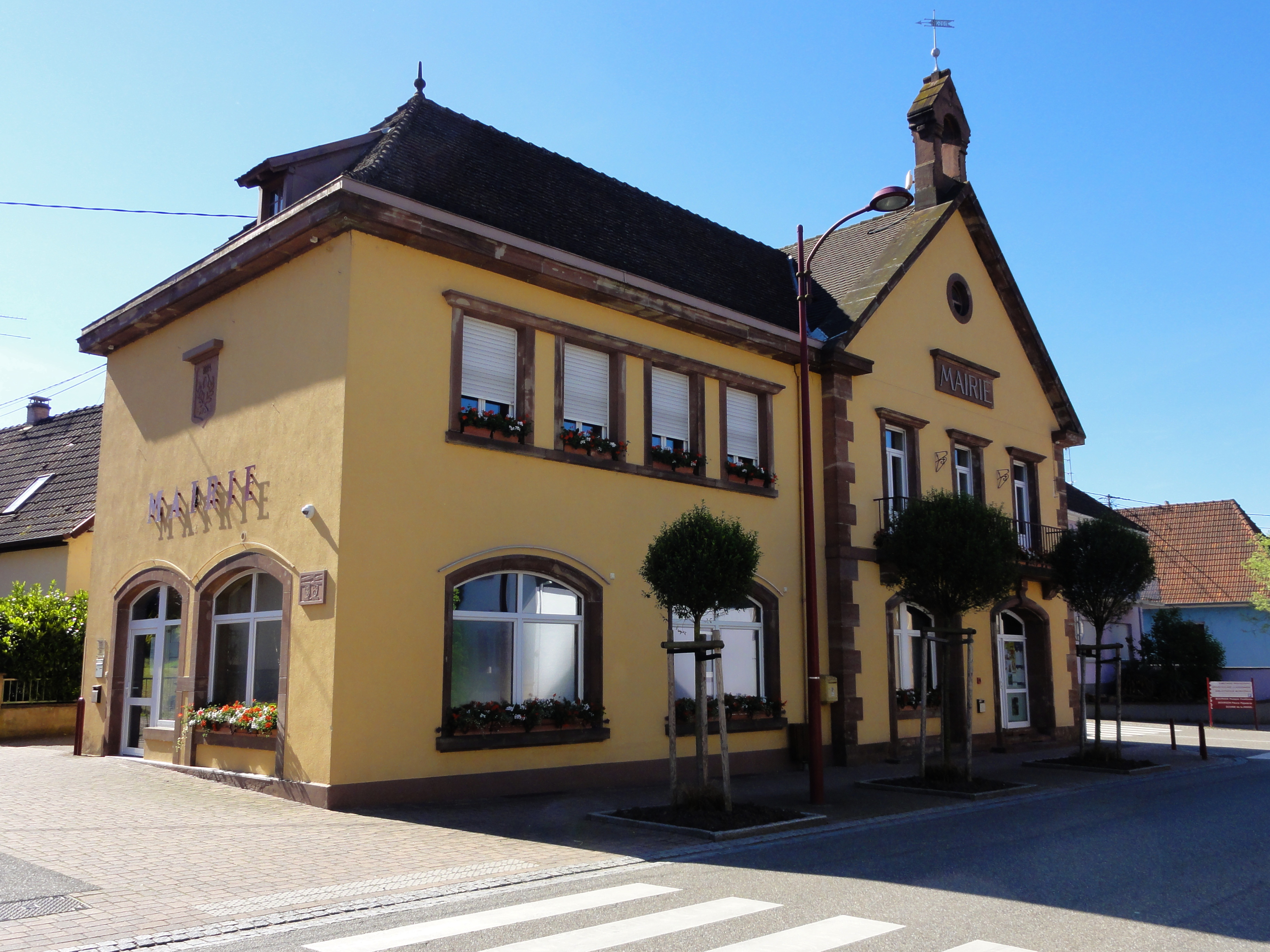
Mairie.

En 2023, le budget de la commune était constitué ainsi :
- total des produits de fonctionnement : 3 557 000 €, soit 1 042 € par habitant ;
- total des charges de fonctionnement : 2 929 000 €, soit 858 € par habitant ;
- total des ressources d'investissement : 1 491 000 €, soit 437 € par habitant ;
- total des emplois d'investissement : 2 256 000 €, soit 661 € par habitant ;
- endettement : 4 429 000 €, soit 1 297 € par habitant.

Avec les taux de fiscalité suivants :
- taxe d'habitation : 14,27 % ;
- taxe foncière sur les propriétés bâties : 29,94 % ;
- taxe foncière sur les propriétés non bâties : 60,73 % ;
- taxe additionnelle à la taxe foncière sur les propriétés non bâties : 0 % ;
- cotisation foncière des entreprises : 0 %.

Chiffres clés Revenus et pauvreté des ménages en 2021 : médiane en 2021 du revenu disponible, par unité de consommation : 23 880 €.

### Jumelage de la commune
- Burghaun (Allemagne) depuis 1980. La commune de Mertzwiller est jumelée avec la ville de Burghaun, située dans le land de la Hesse en Allemagne.

## Équipements et services publics

### Enseignement
Établissements d'enseignements :
- Écoles maternelles[44],
- Écoles primaires à Mertzwiller, Gundershoffen, Laubach,
- Collège,
- Lycées à Walbourg, Haguenau.

### Santé
Professionnels et établissements de santé :
- Médecins,
- Pharmacies à Mertzwiller, Gundershoffen,
- Hôpitaux à Haguenau.

## Population et société

### Démographie

#### Évolution démographique
L'évolution du nombre d'habitants est connue à travers les recensements de la population effectués dans la commune depuis 1793. Pour les communes de moins de 10 000 habitants, une enquête de recensement portant sur toute la population est réalisée tous les cinq ans, les populations de référence des années intermédiaires étant quant à elles estimées par interpolation ou extrapolation. Pour la commune, le premier recensement exhaustif entrant dans le cadre du nouveau dispositif a été réalisé en 2008.

En 2022, la commune comptait 3 367 habitants, en évolution de +0,21 % par rapport à 2016 (Bas-Rhin : +3,17 %, France hors Mayotte : +2,11 %).
| 1793 | 1800  | 1806  | 1821  | 1831  | 1836  | 1841  | 1846  | 1851  |
| ---- | ----- | ----- | ----- | ----- | ----- | ----- | ----- | ----- |
| 920  | 1 025 | 1 165 | 1 450 | 1 455 | 1 829 | 1 926 | 1 977 | 1 899 |

| 1856  | 1861  | 1866  | 1871  | 1875  | 1880  | 1885  | 1890  | 1895  |
| ----- | ----- | ----- | ----- | ----- | ----- | ----- | ----- | ----- |
| 1 830 | 1 934 | 2 065 | 2 020 | 1 919 | 1 982 | 1 968 | 1 930 | 2 041 |

| 1900  | 1905  | 1910  | 1921  | 1926  | 1931  | 1936  | 1946  | 1954  |
| ----- | ----- | ----- | ----- | ----- | ----- | ----- | ----- | ----- |
| 2 114 | 2 120 | 2 136 | 2 115 | 2 180 | 2 259 | 2 318 | 1 963 | 2 353 |

| 1962  | 1968  | 1975  | 1982  | 1990  | 1999  | 2006  | 2008  | 2013  |
| ----- | ----- | ----- | ----- | ----- | ----- | ----- | ----- | ----- |
| 2 692 | 2 948 | 3 282 | 3 408 | 3 524 | 3 507 | 3 497 | 3 511 | 3 382 |

| 2018  | 2022  | - | - | - | - | - | - | - |
| ----- | ----- | - | - | - | - | - | - | - |
| 3 350 | 3 367 | - | - | - | - | - | - | - |

### Sports et loisirs
L' Association Sportive de Mertzwiller naît en 1932 grâce à quelques amoureux du ballon rond. Malheureusement, les aléas de la guerre font qu'il est devenu impossible d'en trouver la moindre trace. On retrouve une trace officielle juste après la fin des combats, en 1945. En effet, lors de l'assemblée générale du 3 novembre 1945, les statuts sont adoptés par les membres et sont signés sur un document officiel par le comité de l'époque. L'association est inscrite officiellement au registre des associations le 5 juillet 1947. Disposant d'un terrain sur la Westermatt dont elle est propriétaire, elle participe aux championnats de la LAFA (Ligue d'Alsace de football association). Aujourd'hui, la commune a repris l'infrastructure de la Westermatt, en mettant à disposition du club un terrain d'entraînement stabilisé (1983) qui a été transformé en terrain gazon (2012) et d'un terrain d'honneur en gazon (1989). L'investissement se termine en 1995 par la construction des vestiaires et du club house. Forte de ses 15 équipes, l'Association Sportive de Mertzwiller est fière de ses 140 licenciés joueurs, de son équipe de 30 dirigeants ainsi que de son école de football qui a vu le jour en 1988. L'Association a la chance de pouvoir compter sur trois équipes seniors masculines réparties sur trois divisions différentes. Les 60 licenciés évoluent dans les divisions suivantes :
- Équipe 1 : Division 2, Pyramide A ;
- Équipe 2 : Division 2, Pyramide B ;
- Équipe 3 : Division 3, Pyramide B.

Les grands matchs comme les derbys contre les clubs voisins peuvent rassembler jusqu'à 100 spectateurs. Ces grands matchs peuvent donc faire l'objet d'actions de promotion pour leurs partenaires.

### Cultes
- Culte catholique, communauté de paroisses Zinsel du Nord, archidiocèse de Strasbourg[49],
- Culte protestant, paroisse protestante de Mietesheim-Mertzwiller[50].

## Économie

### Entreprises et commerces

#### Agriculture
- Agriculteurs éleveurs[51].
- Ancien moulin à farine[52].

#### Commerces
- Commerces de proximité.

#### Industries
- Usine métallurgique[53] De Dietrich[54], rue de la Gare.
- Weber Industries, fabrication et distribution de mobilier[55].

#### Restaurants
- Auberge aux Deux Clefs[56].
- Restaurant au Relais du Bois[56].
- Restaurant à l'Arbre Vert[56].
- Ancien restaurant[57].
- Ancien restaurant au Lion d'Or[58].
- Ancienne auberge Aux Trois Rois[59].

## Culture locale et patrimoine

### Lieux et monuments
- Église Saint-Michel[60].

Orgue Mertzwiller Saint Michel, Gaston Kern, 2002.

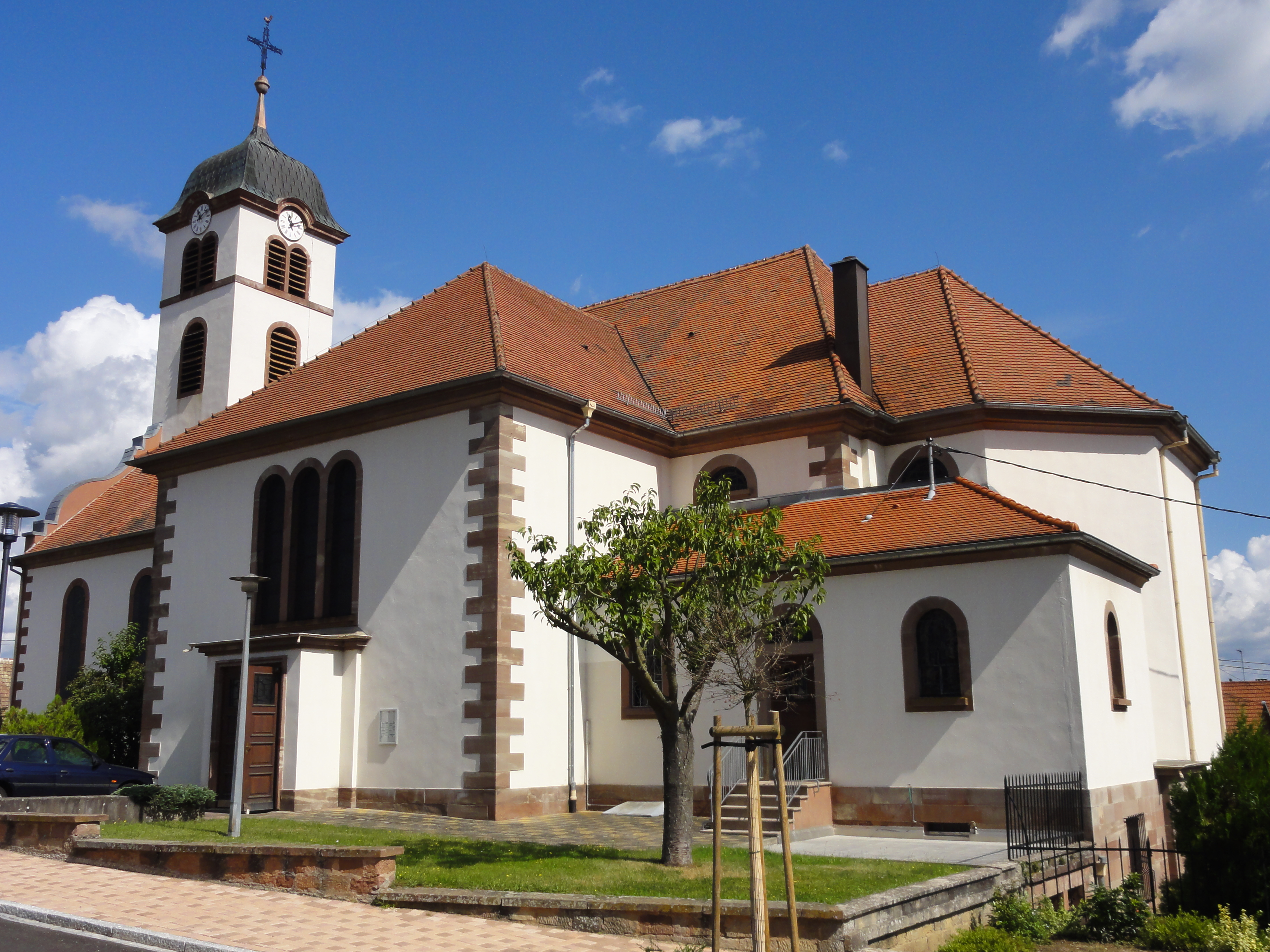
Église Saint-Michel.
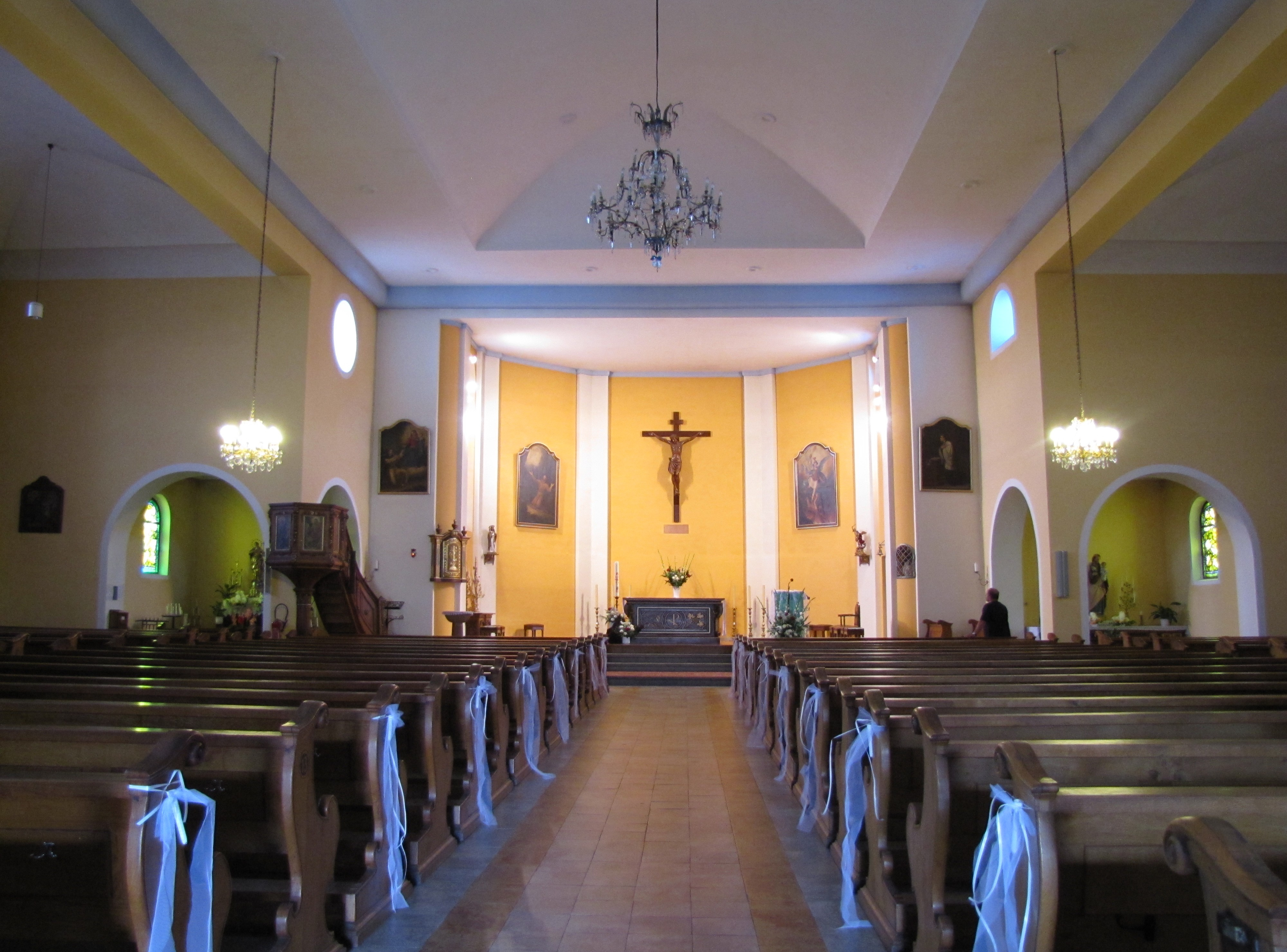
Vue intérieure de la nef vers le chœur.
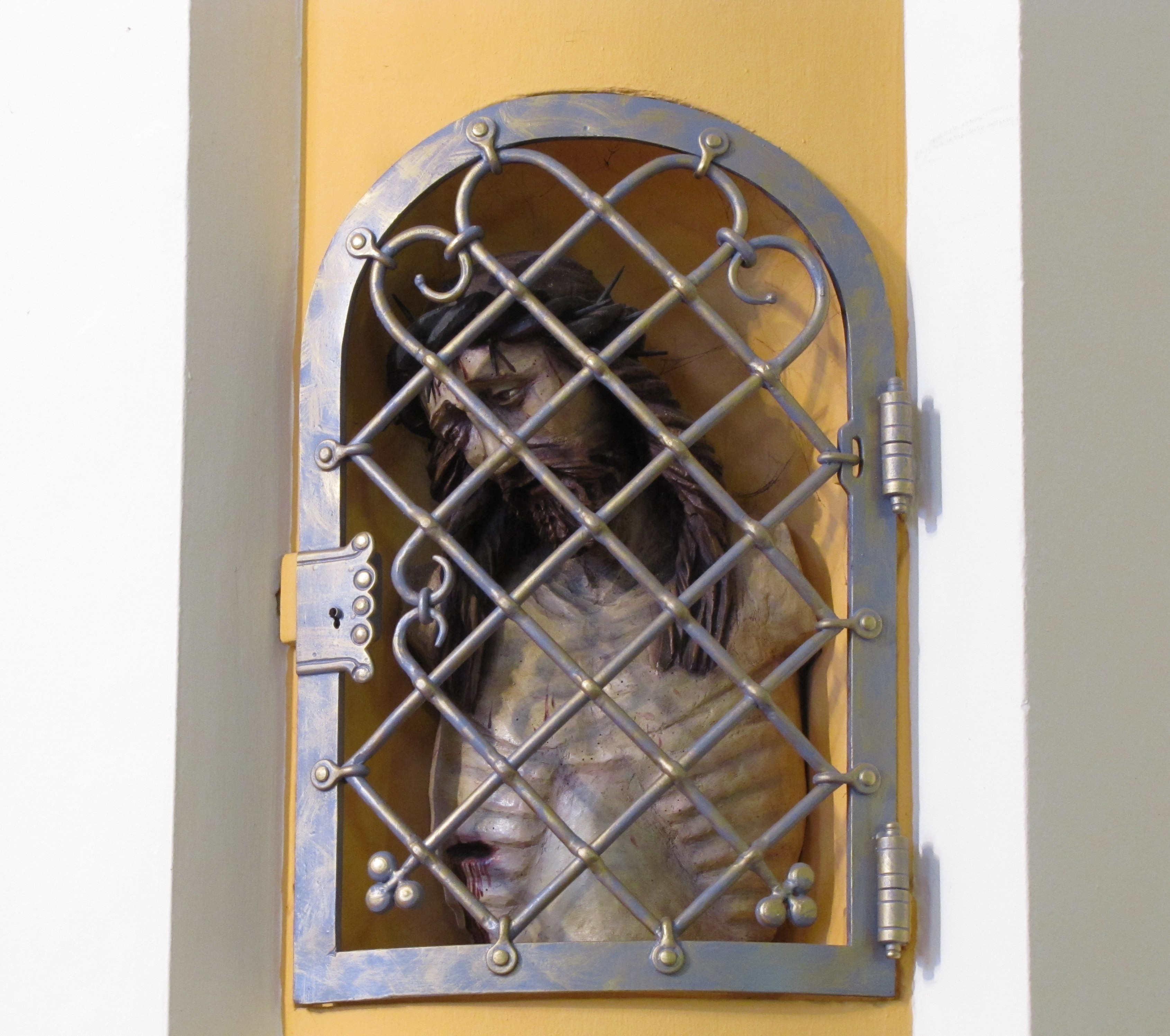
Fragment d'un christ en croix (XVIIe).
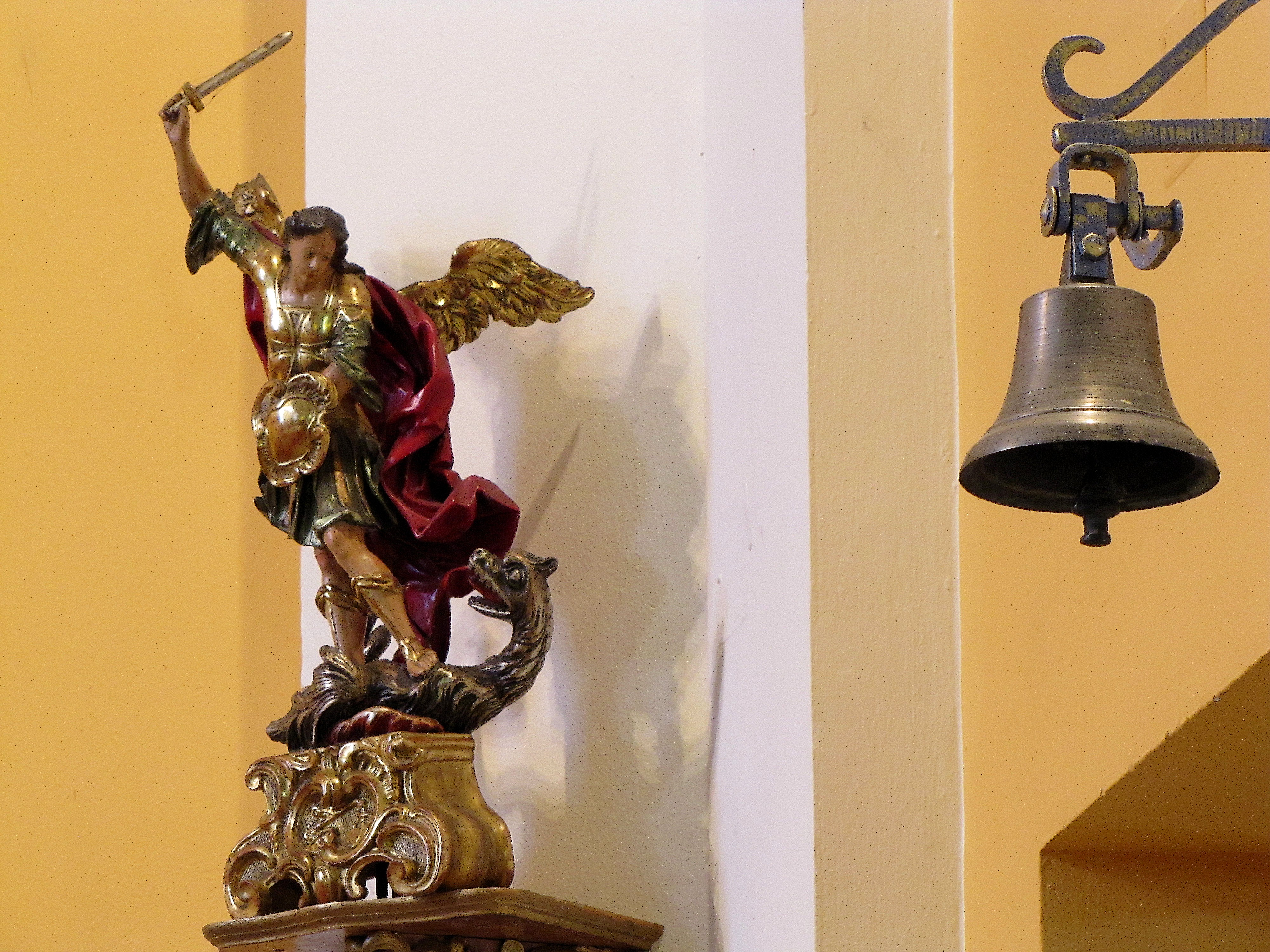
Statue « saint Michel terrassant le dragon » (XVIIIe).

- Église protestante[62].

Orgue Ernest Mulheisen, 1956.

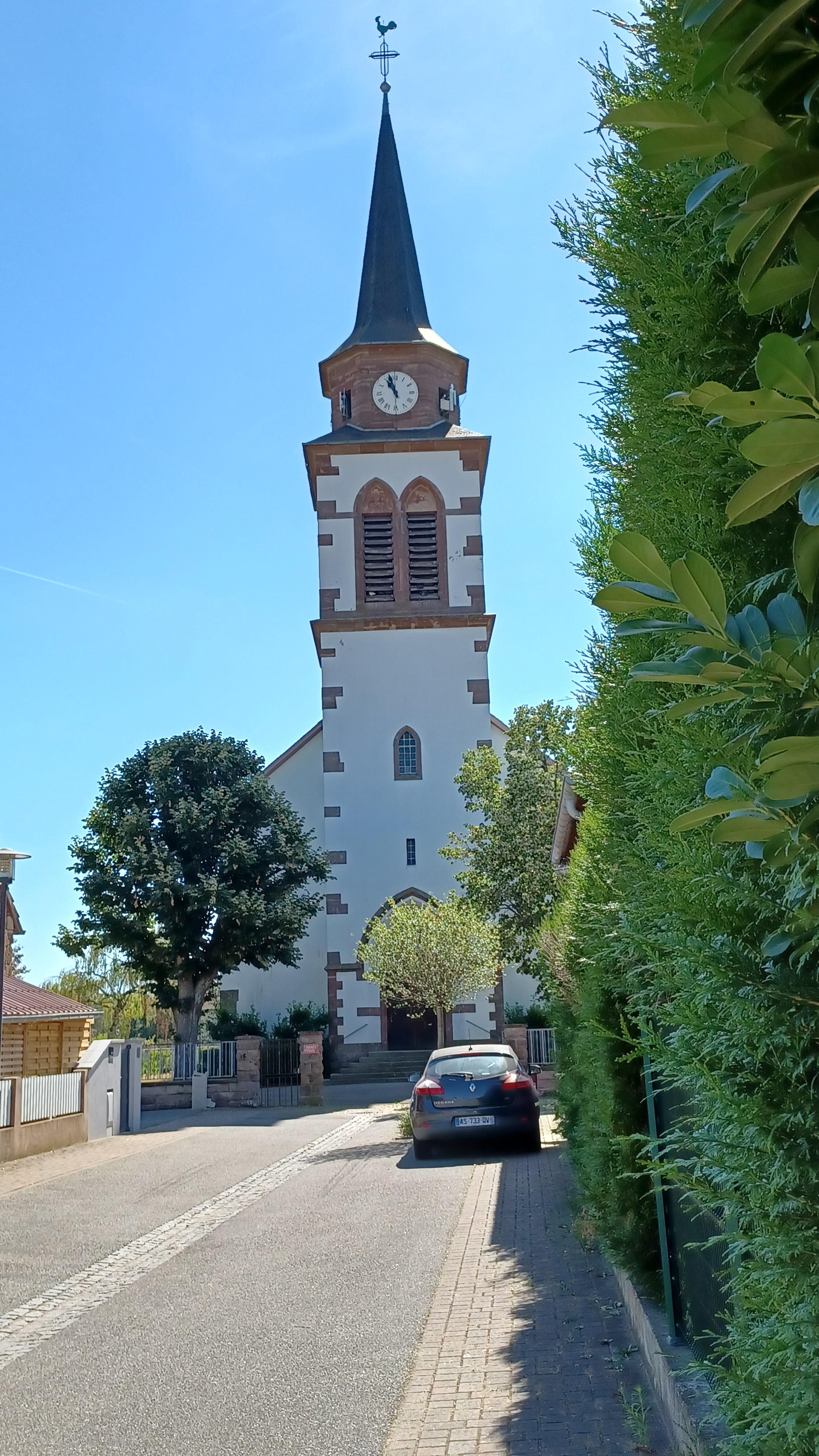
Église protestante.
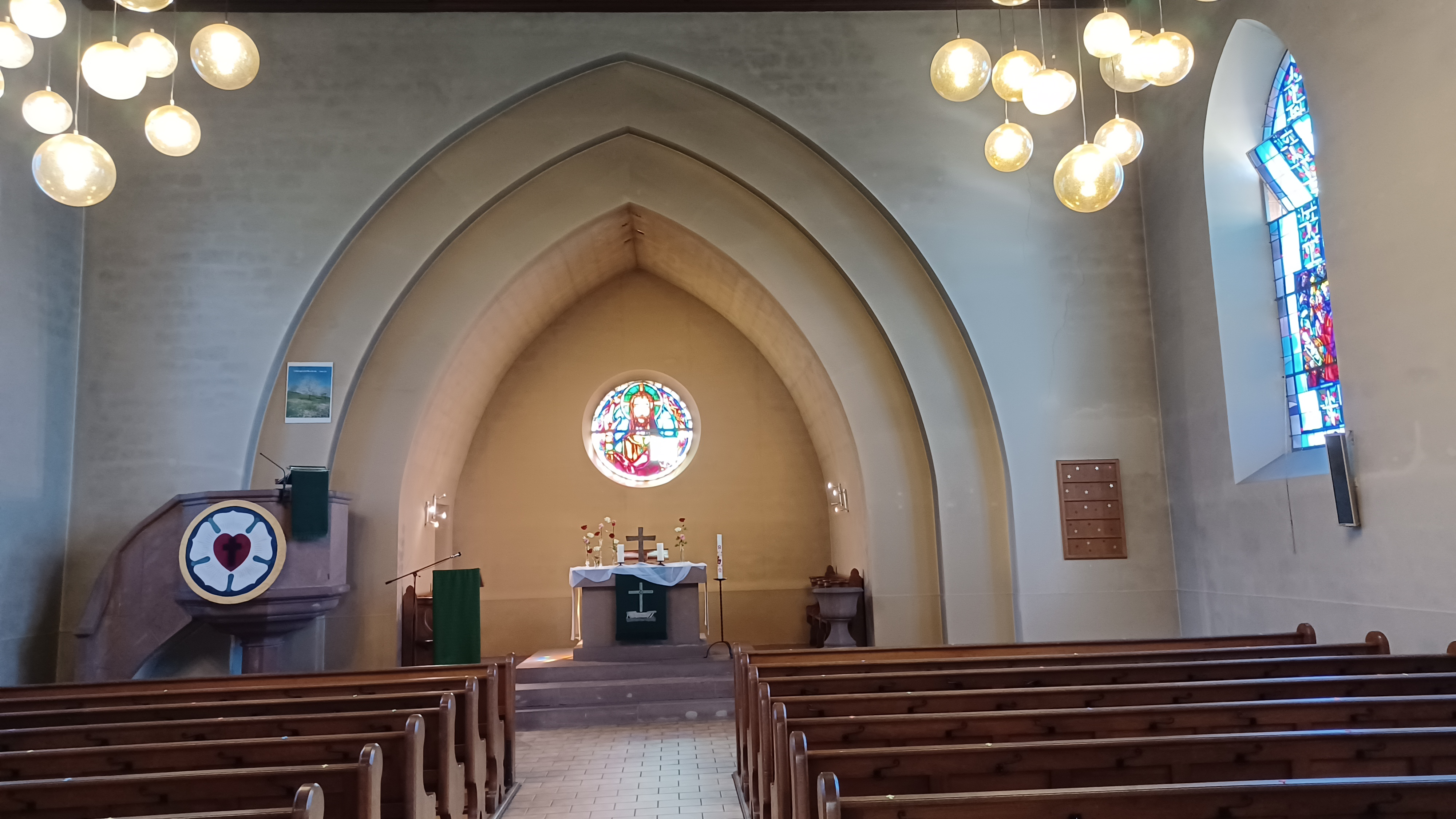
Choeur.
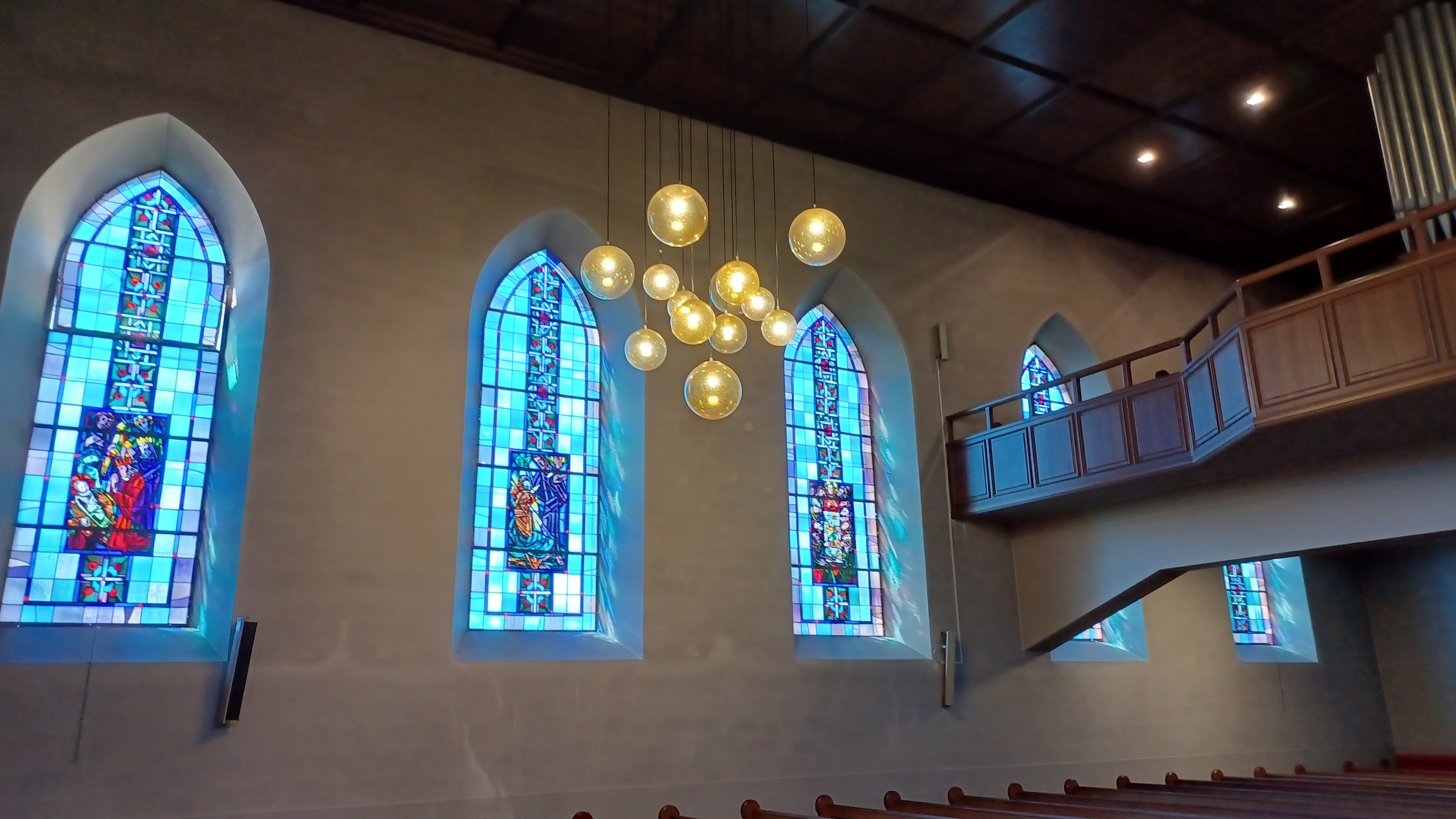
Vitraux.
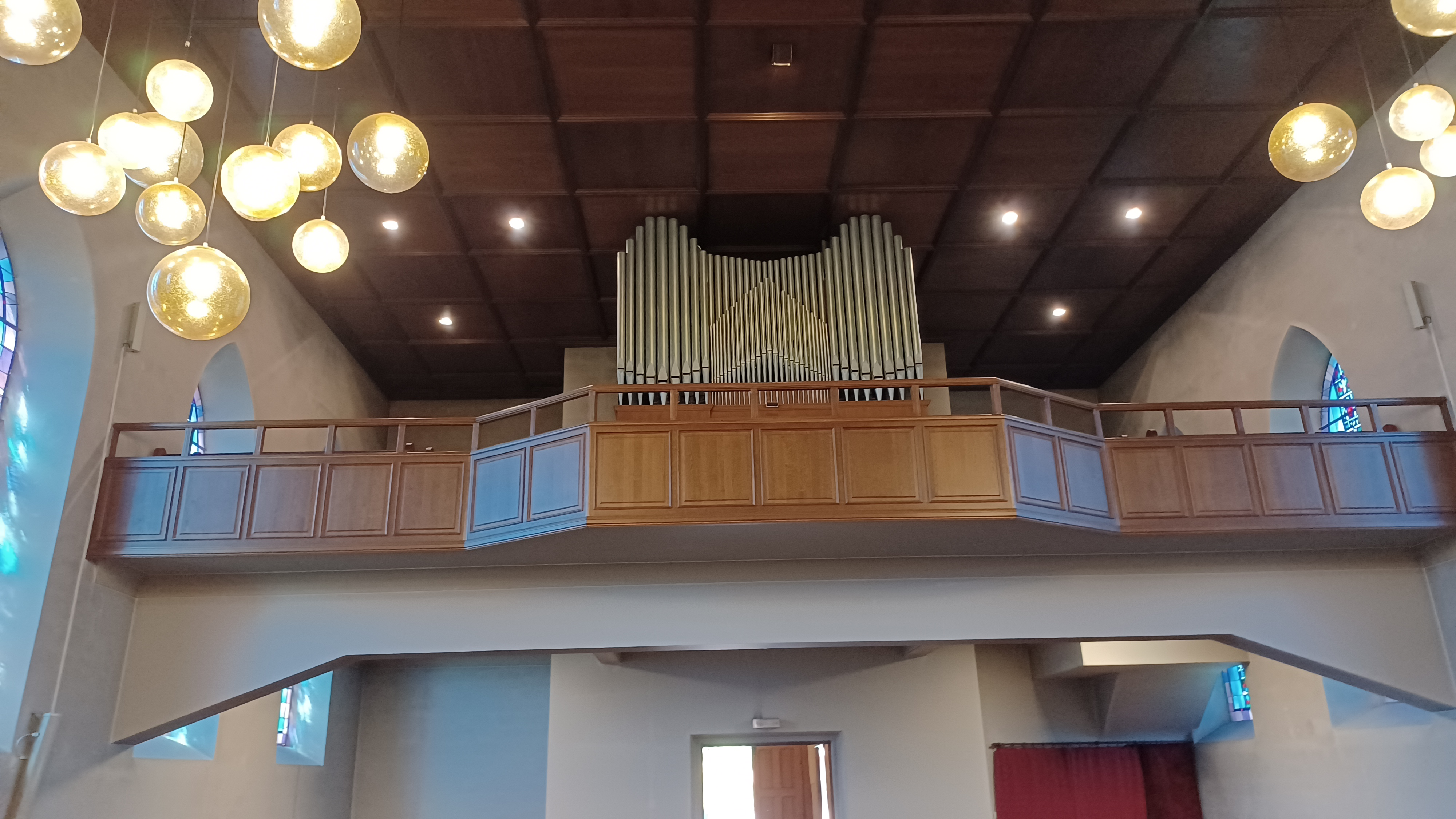
Orgue.

- Monument aux morts[64] : conflits commémorés : guerre 1914-1918 - AFN-Algérie (1954-1962).
- L'ancienne synagogue dont seuls quelques vestiges subsistent[65].
- Le cimetière juif[66] ainsi qu'un monument aux morts en mémoire des martyrs juifs de la guerre 1939-1945[67].
- Croix :
  - Croix monumentale : Christ en croix, croix c. rue de l'église[68].
  - Croix de cimetière : Christ en croix, croix d. rue de l'église cimetière[68].
  - Croix monumentale : Christ en croix, croix E. rue de l'église, rue du Général-Leclerc[69].
  - Croix monumentale : Christ en croix, croix F. rue de Neubourg, rue de la Hardt[70].
- Mairie[71].
- Stade municipal.

### Personnalités liées à la commune
- Joseph Strebler, né à Mertzwiller le 12 septembre 1892 et décédé à Saint-Pierre le 12 mars 1984. Ordonné prêtre le 2 juillet 1921 par la Société des missions africaines (SMA), Joseph Strebler était de 1921 à 1937 missionnaire dans l'actuel Ghana (dans la partie à l'époque nommée Togo occidental). De 1937 à novembre 1945, il devient le premier préfet apostolique de Sokodé au Togo, puis vicaire apostolique de Lomé en novembre 1945. Le 29 juin 1946, sa consécration en tant qu'évêque a lieu en Alsace. Il est ensuite archevêque de Lomé de 1955 à 1961. Il prend sa retraite en 1971.
- Michel Wackenheim, né à Mertzwiller en 1945, chanoine et archiprêtre de la cathédrale Notre-Dame de Strasbourg.

### Héraldique
| Blason de Mertzwiller | Blason  | De gueules au chevron d'or, accompagné de trois coquilles du même, deux en chef et une en pointe |
| Blason de Mertzwiller | Détails | Le chevron d'or symbolise la protection, la grandeur d'âme, l'éclat, la justice, la foi, la force et la constance. La couleur rouge symbolise le désir de servir sa patrie, avec amour ! La coquille est l'emblème du pèlerinage, d'une paroisse, du pèlerin. C'est aussi un symbole chrétien (catholique). |

En plus du blason officiel, Mertzwiller a la particularité de posséder un second armorial aujourd'hui encore très présent dans la commune notamment sur certains bâtiments publics comme la mairie, le monument aux morts, ou encore la salle du Progrès.
| Second blason de Mertzwiller | Les secondes armes de Mertzwiller se blasonnent ainsi : « D'argent au fer à cheval de sable à sept trous ajourés du champ, quatre à dextre, trois à sénestre, au cœur de gueules renversé posé en abîme, entourés de deux branches de laurier de sinople et fruitées de gueules, les tiges passées en sautoir et nouées de gueules en pointe. ». Le cœur représente le village, le fer à cheval représente la forêt qui encercle la commune. Les trous du fer à cheval représentent chacun les différents axes d'entrée et de sortie de la commune. Les feuilles de laurier symbolisent quant à elles l'origine romaine du village. |